# Ivan Tverdovskij
Ivan Tverdovskij (russisk: Ива́н Ива́нович Твердовский) (født 29. december 1988 i Moskva i Sovjetunionen) er en russisk filminstruktør og manuskriptforfatter.

## Filmografi
- Klass korrektsii (Класс коррекции, 2014)[1][2]
- Zoologija (Зоология, 2016)